# 45847 Gartrelle
45847 Gartrelle è un asteroide della fascia principale. Scoperto nel 2000, presenta un'orbita caratterizzata da un semiasse maggiore pari a 2,3802817 au e da un'eccentricità di 0,1631363, inclinata di 2,13932° rispetto all'eclittica.